# Gorenja vas, Trebnje
Gorenja vas (pri Dobrniču) je naselje v občini Trebnje.
Gorenja vas je majhna gručasta vasica blizu Dobrniča v podnožju Trebnega vrha. V bližini vasi je struga edinega potoka v kraški Dobrniški uvali, Žibrščice, ter kraška izvira Ločna in Krašce iz katerih voda teče v Dobrniško uvalo in tam ponikne. Njivske površine na severu so Marnce, na jugozahodu Površnica, gozdnati območji pa sta Boršt in Pake. Na Marncah je partizansko grobišče s spomenikom, kjer je pokopanih 366 borcev.